# Comuna Căbești, Bihor
Căbești (în maghiară: Biharkaba) este o comună în județul Bihor, Crișana, România, formată din satele Căbești (reședința), Goila, Gurbești, Josani și Sohodol.

## Demografie
Componența etnică a comunei Căbești
     Români (95,96%)
     Alte etnii (0,4%)
     Necunoscută (3,64%)
Componența confesională a comunei Căbești
     Ortodocși (78,76%)
     Penticostali (14,69%)
     Alte religii (1,99%)
     Necunoscută (4,56%)
Conform recensământului efectuat în 2021, populația comunei Căbești se ridică la 1.756 de locuitori, în scădere față de recensământul anterior din 2011, când fuseseră înregistrați 1.848 de locuitori. Majoritatea locuitorilor sunt români (95,96%), iar pentru 3,64% nu se cunoaște apartenența etnică. Din punct de vedere confesional, majoritatea locuitorilor sunt ortodocși (78,76%), cu o minoritate de penticostali (14,69%), iar pentru 4,56% nu se cunoaște apartenența confesională.

## Politică și administrație
Comuna Căbești este administrată de un primar și un consiliu local compus din 11 consilieri. Primarul, Gabriela-Corina Ene[*], de la Partidul Social Democrat, este în funcție din octombrie 2020. Începând cu alegerile locale din 2024, consiliul local are următoarea componență pe partide politice:
|  | Partid                    | Consilieri | Componența Consiliului | Componența Consiliului | Componența Consiliului | Componența Consiliului | Componența Consiliului | Componența Consiliului | Componența Consiliului |
|  | ------------------------- | ---------- | ---------------------- | ---------------------- | ---------------------- | ---------------------- | ---------------------- | ---------------------- | ---------------------- |
|  | Partidul Social Democrat  | 7          |                        |                        |                        |                        |                        |                        |                        |
|  | Partidul Național Liberal | 4          |                        |                        |                        |                        |                        |                        |                        |

## Atracții turistice
- Biserica de lemn din Sohodol (mutată în localitatea Tinca)
- Biserica de lemn „Adormirea Maicii Domnului” din satul Goila, construcție secolul al XVIII-lea, monument istoric
- Biserica de lemn „Sfântul Nicolae” din satul Gurbești, construcție secolul al XVIII-lea, monument istoric
- Defileul Crișului Repede - Pădurea Craiului (sit de importanță comunitară inclus în rețeaua europeană Natura 2000 în România)

## Imagini

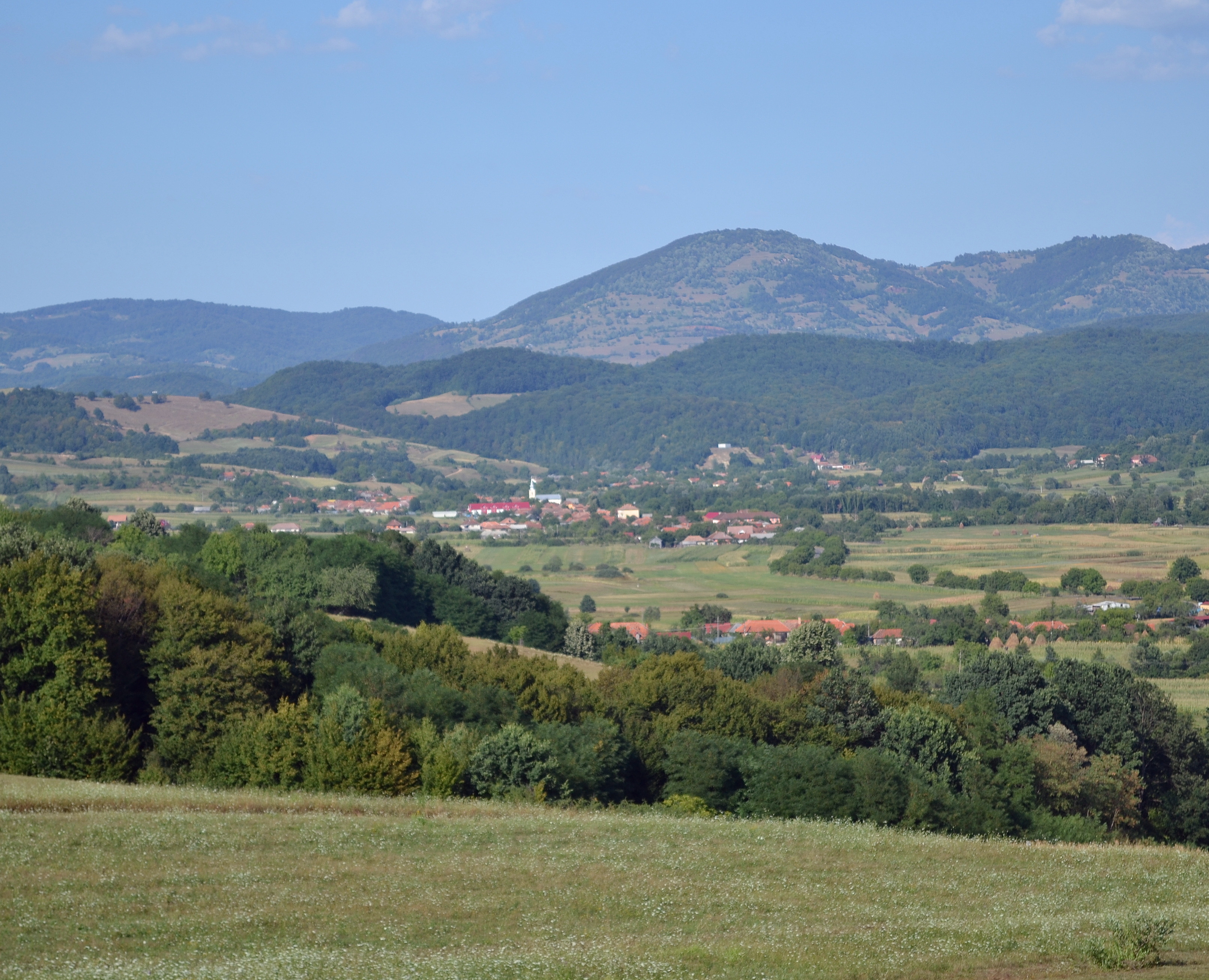
Vedere de ansamblu a satului Căbești
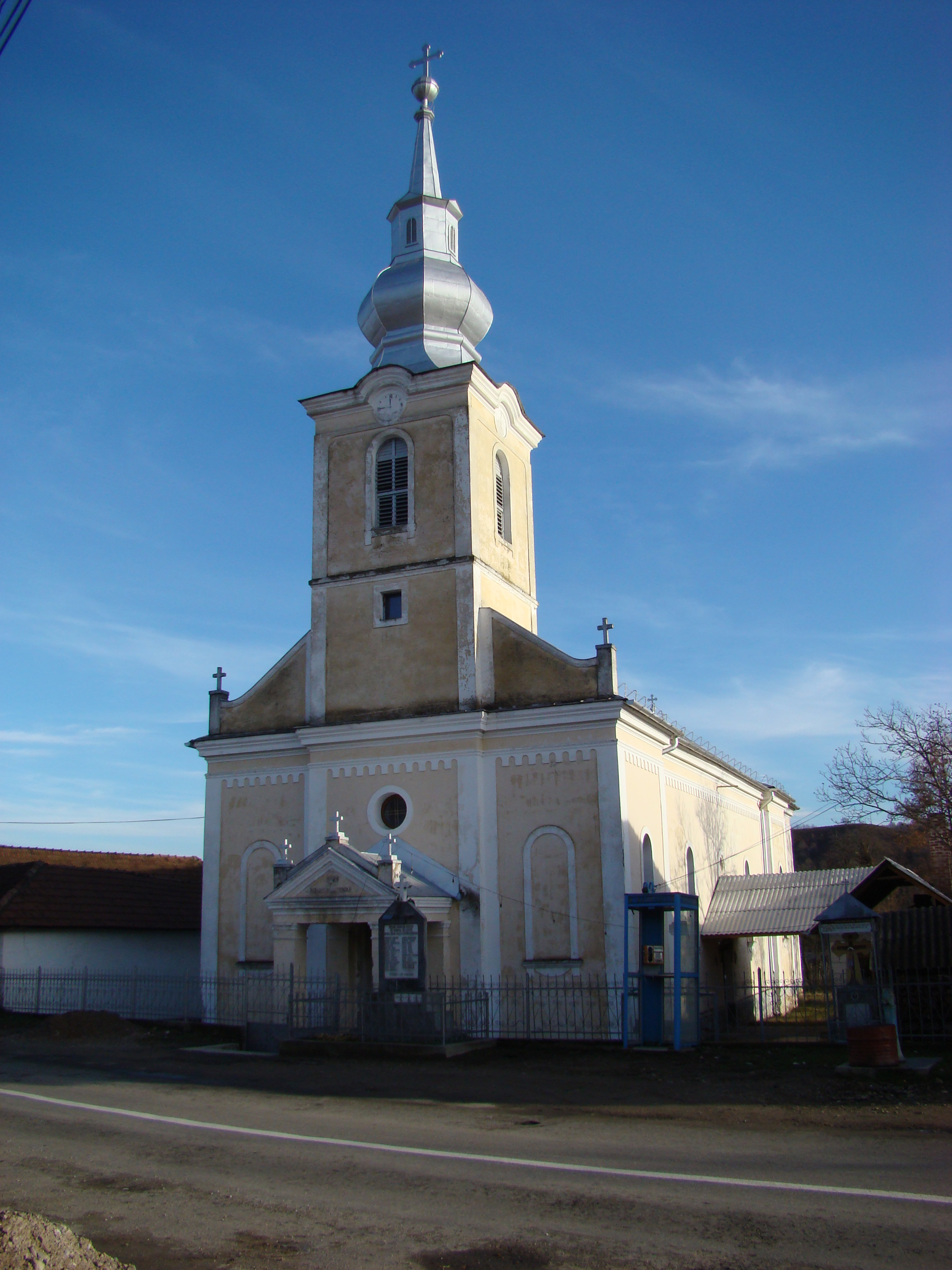
Biserica ortodoxă din Căbești
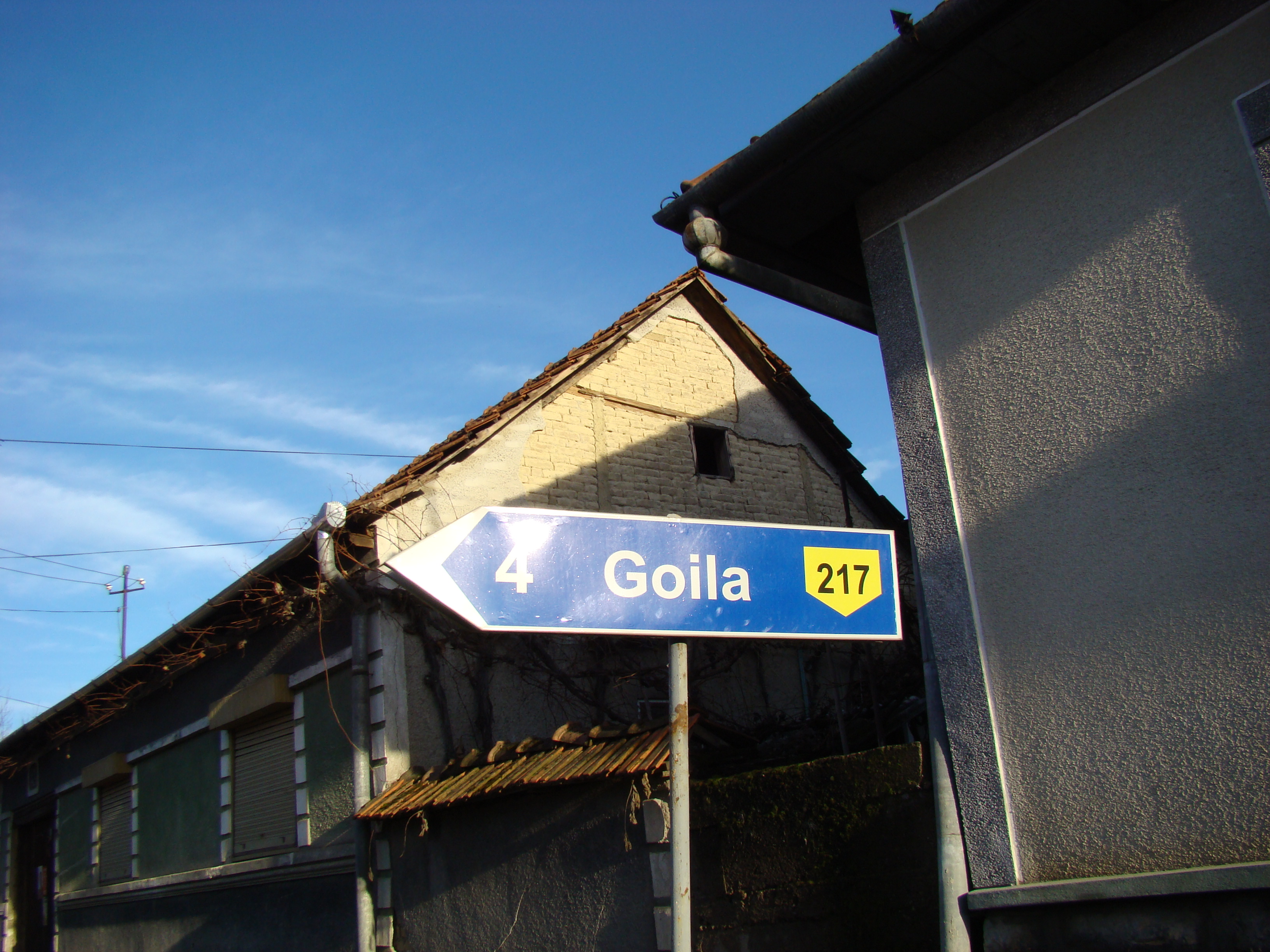
Indicator spre Goila în Josani
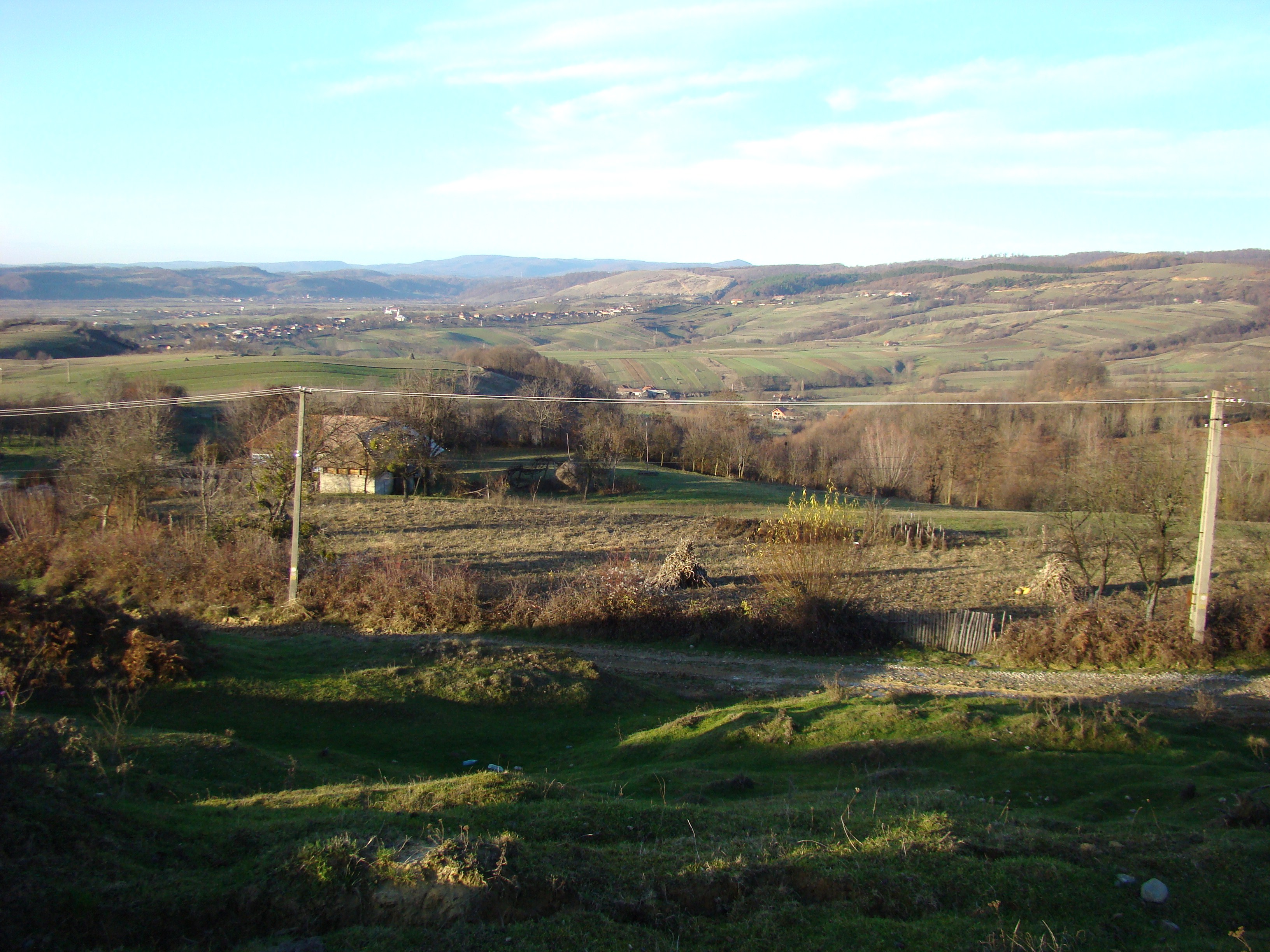
Goila
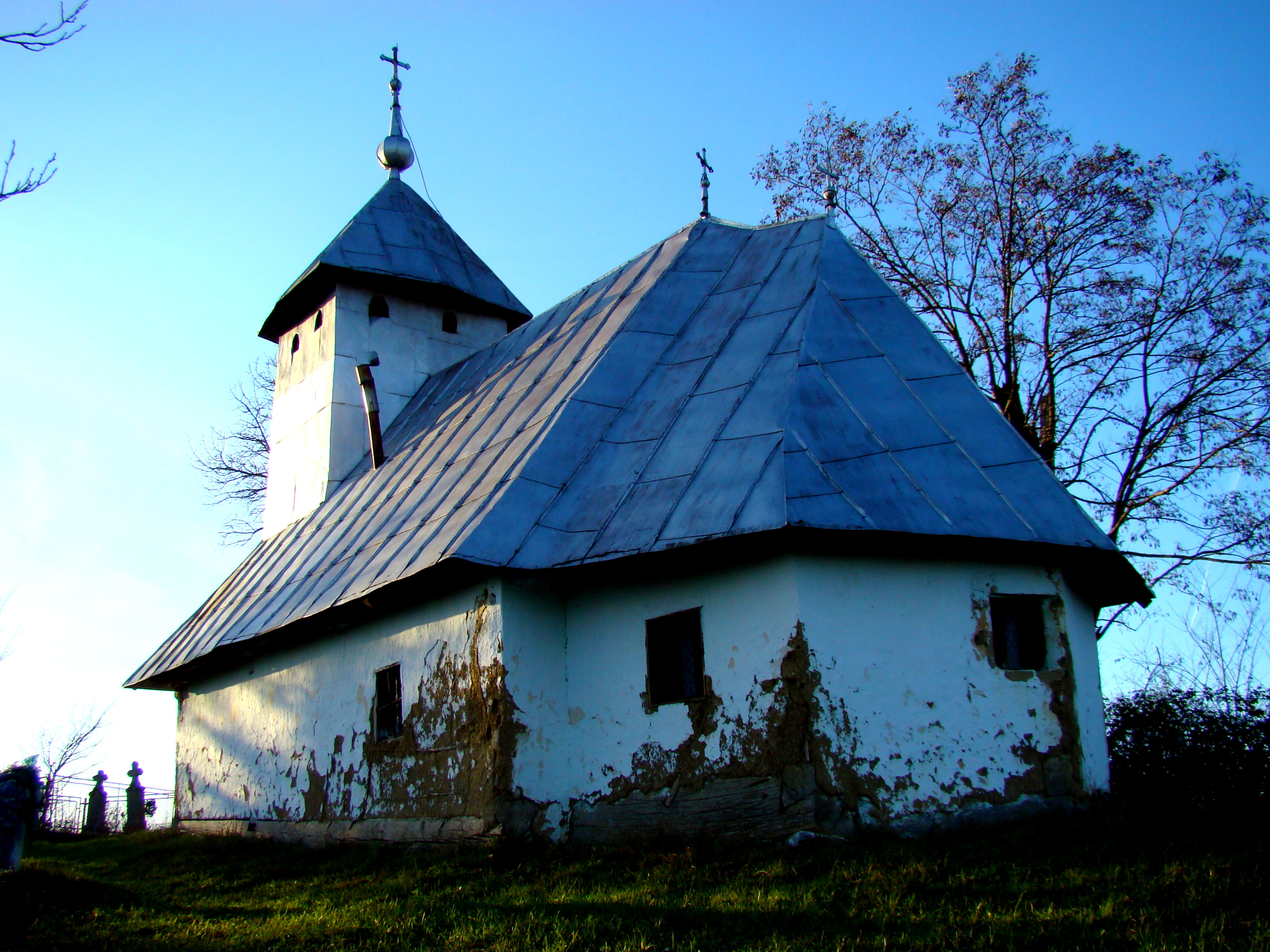
Biserica se lemn Adormirea Maicii Domnului din Goila (monument istoric)
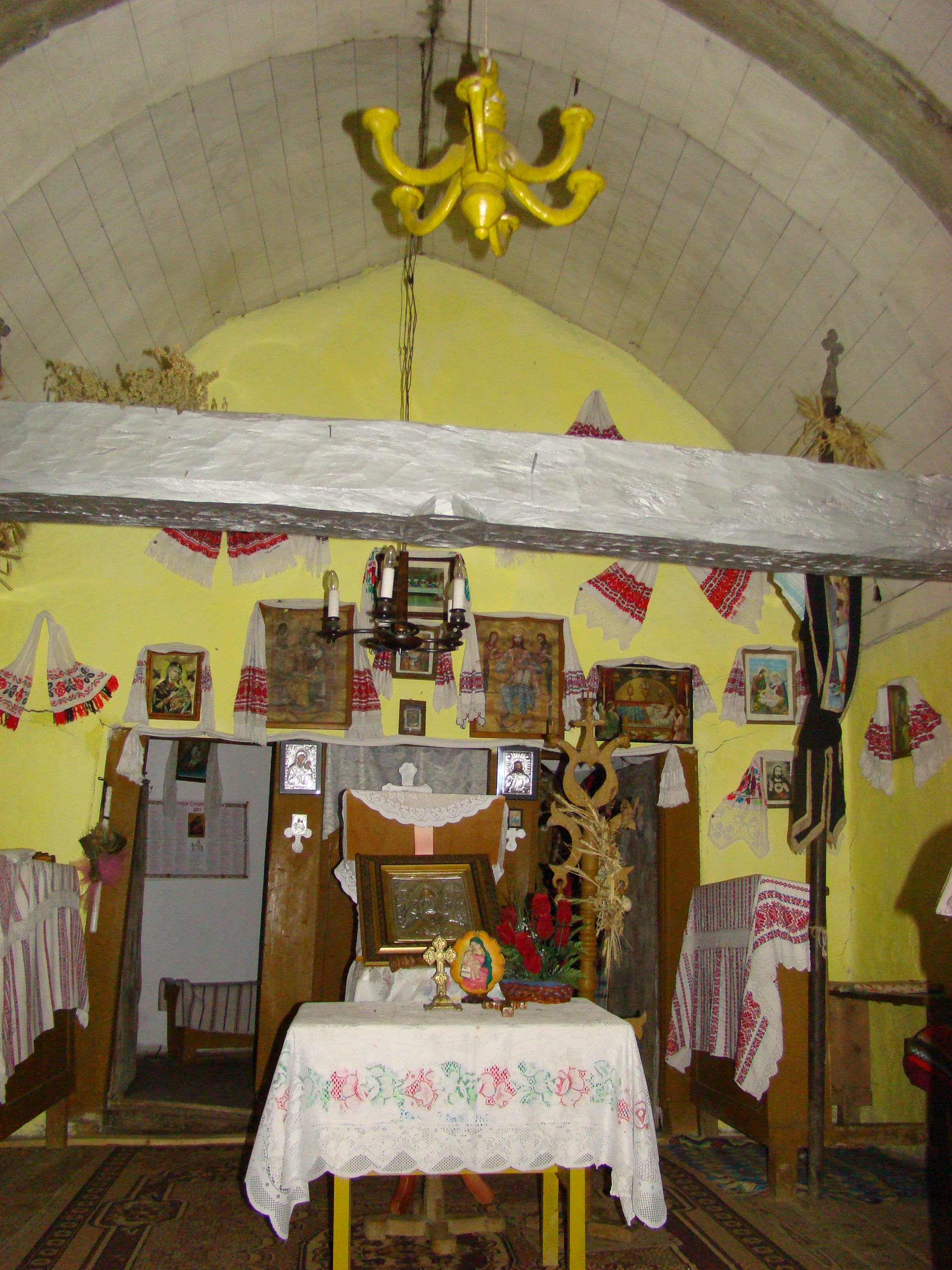
Biserica se lemn Adormirea Maicii Domnului din Goila (monument istoric)
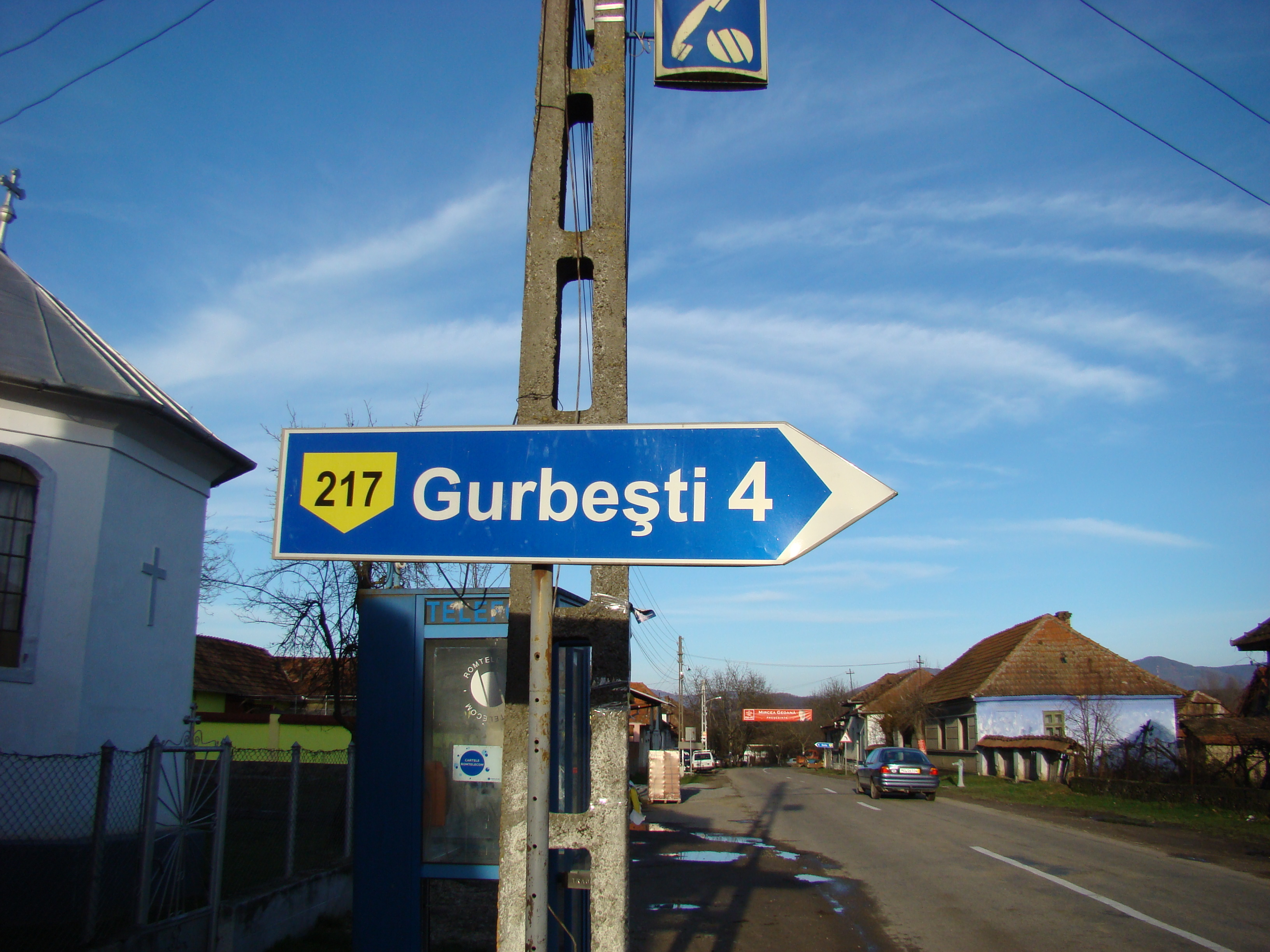
Indicator spre Gurbești în Josani
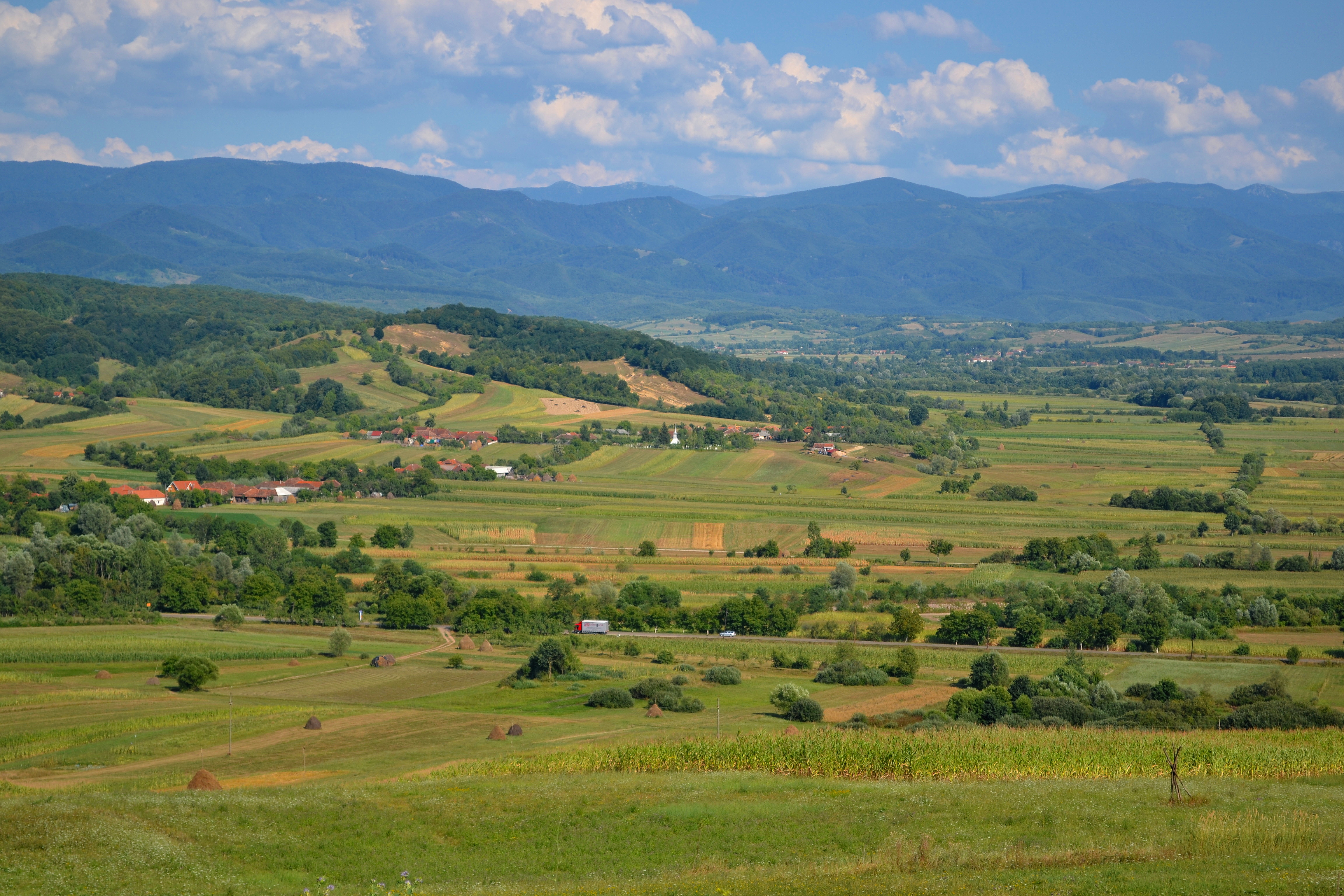
Gurbești
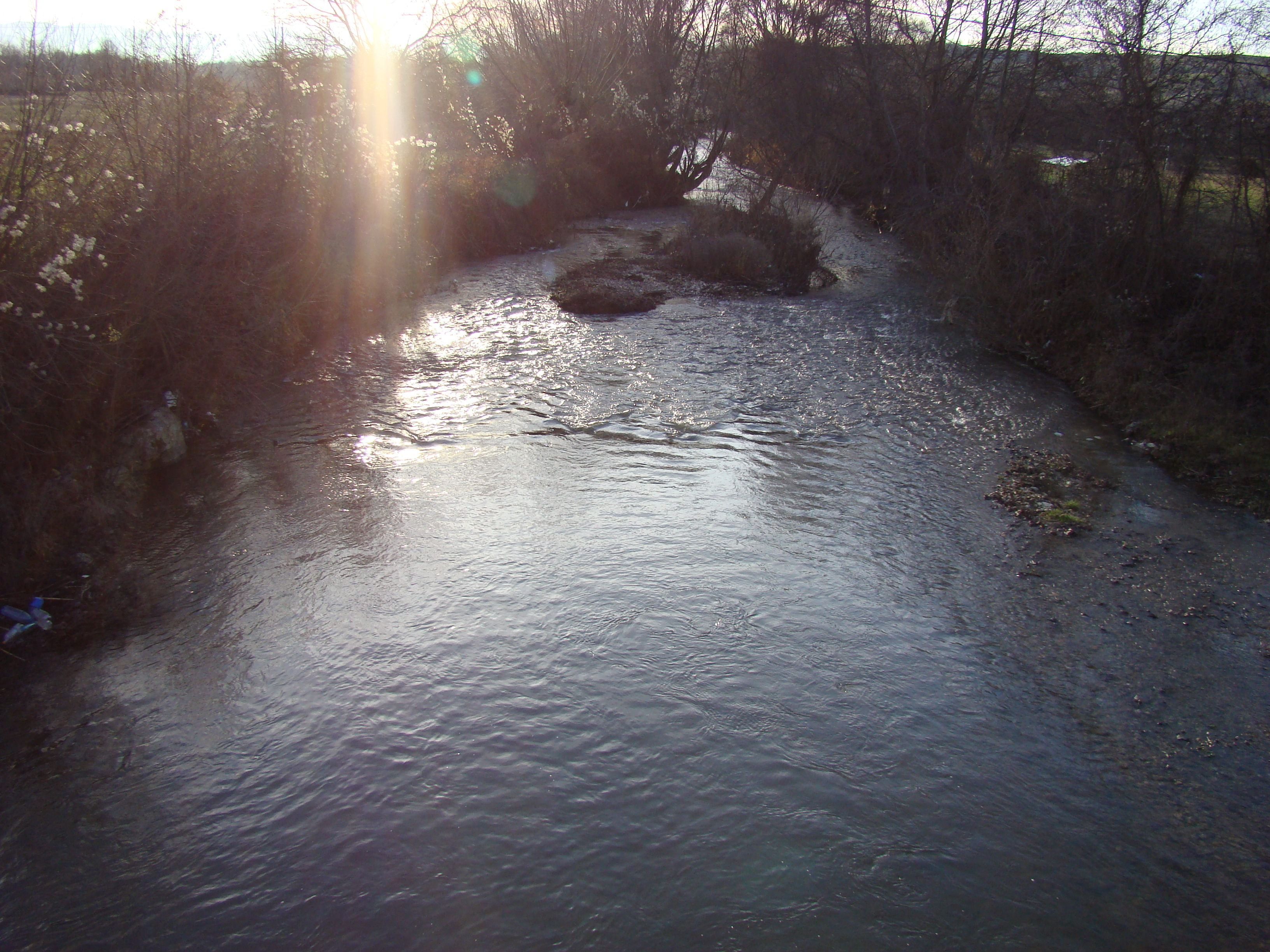
Râul Valea Roșia
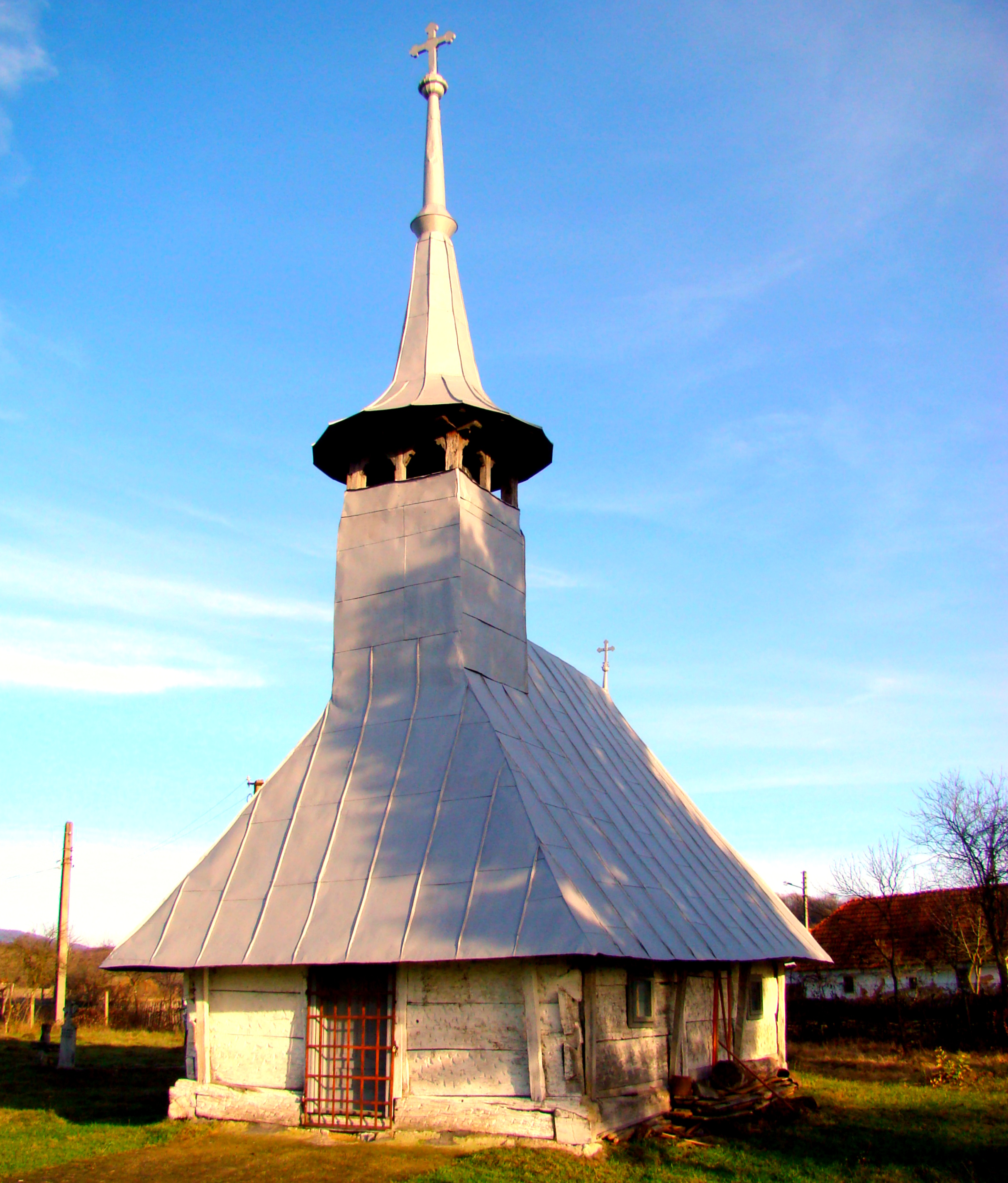
Biserica de lemn din satul Gurbeşti (monument istoric)
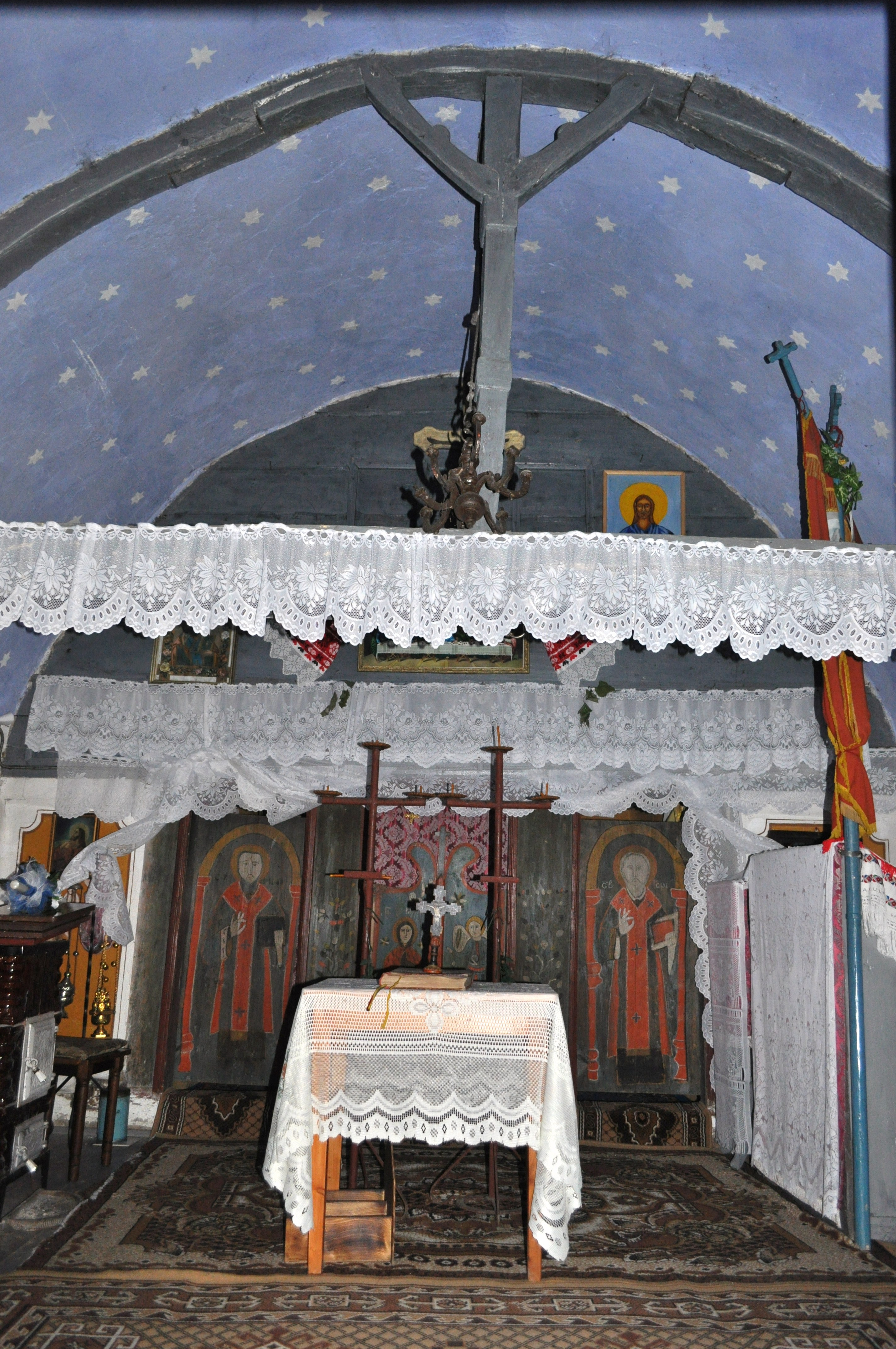
Biserica de lemn din satul Gurbeşti (monument istoric)
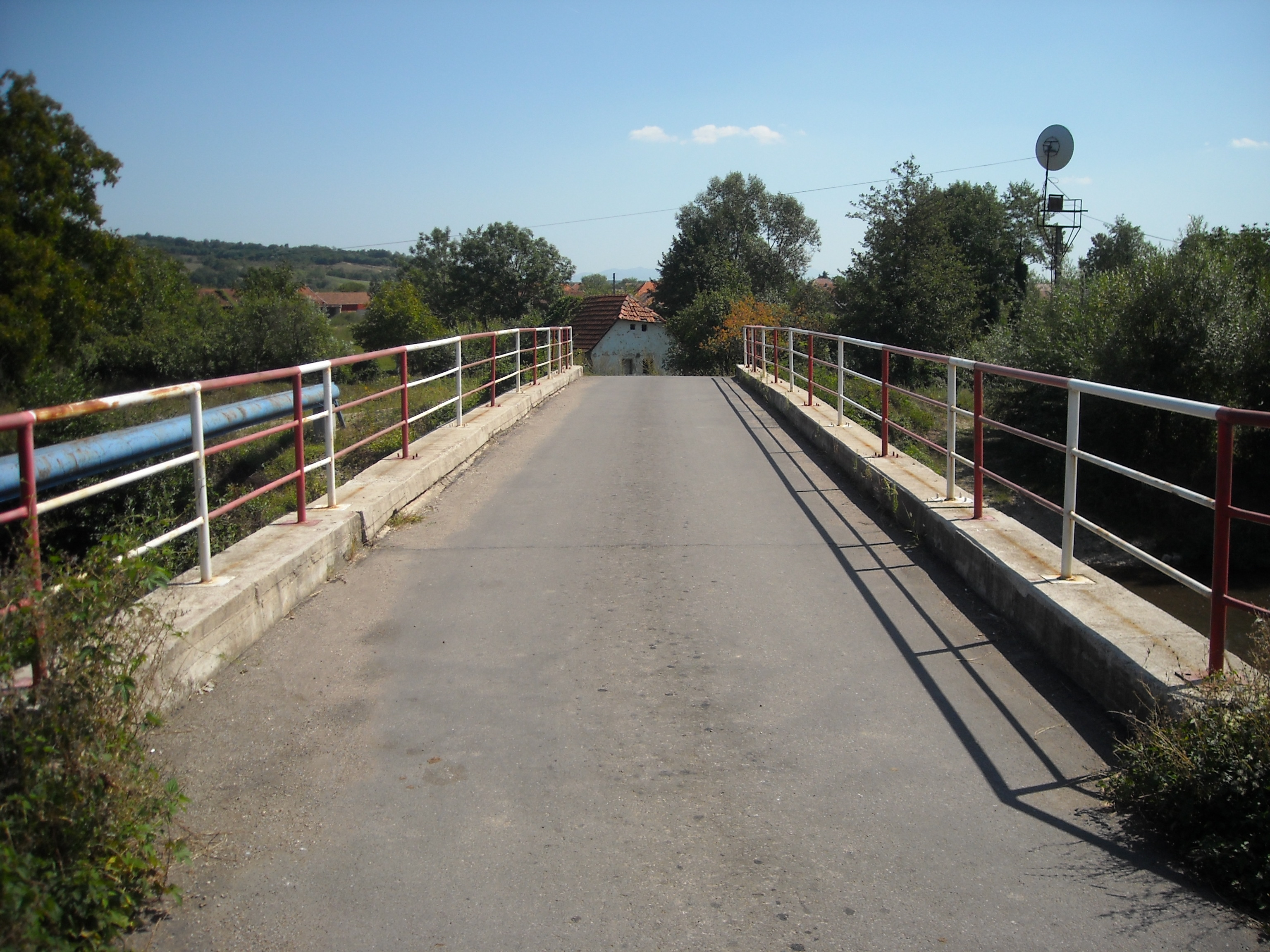
Podul rutier peste râul Valea Roșia ce desparte satul Josani de satul Gurbești
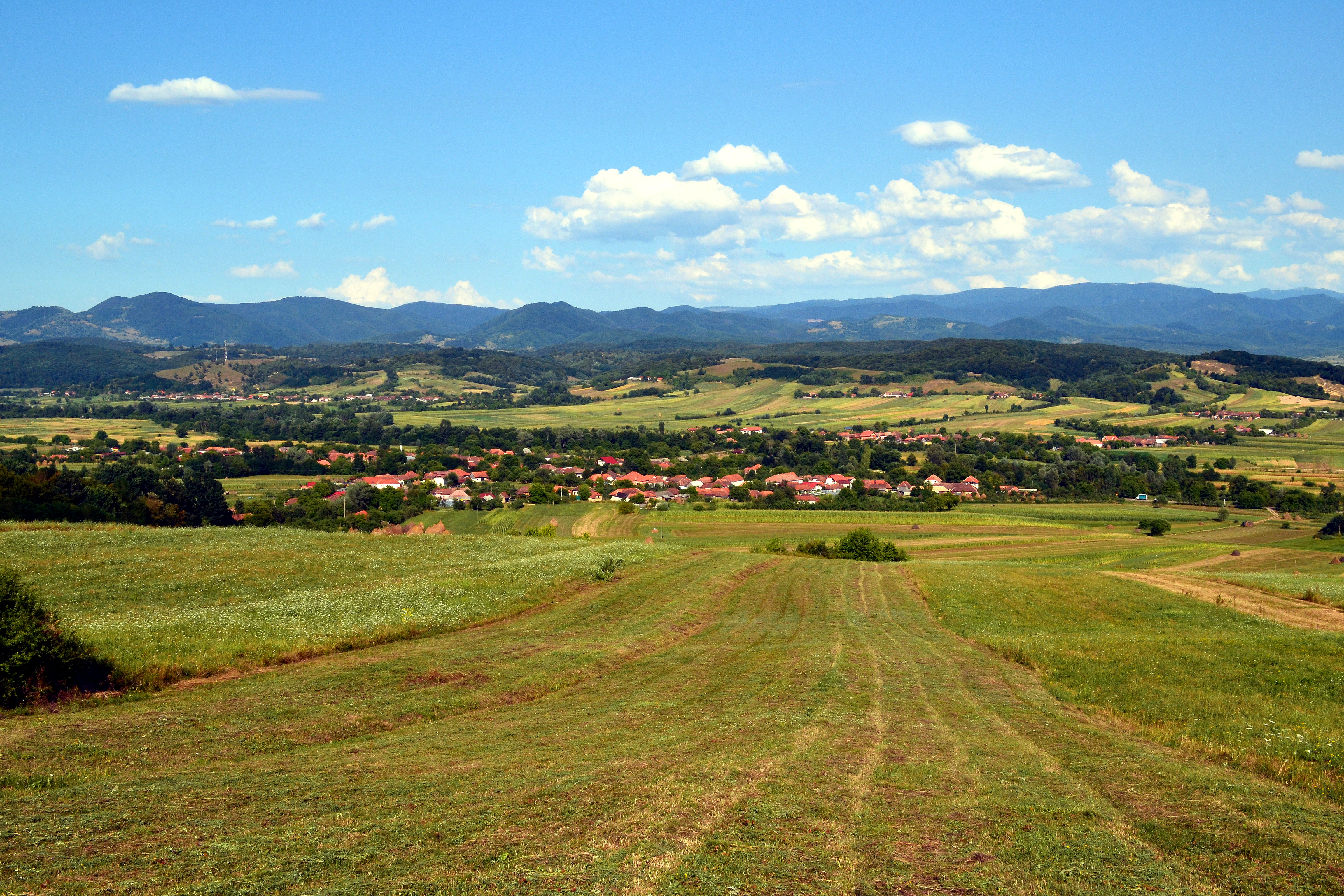
Josani
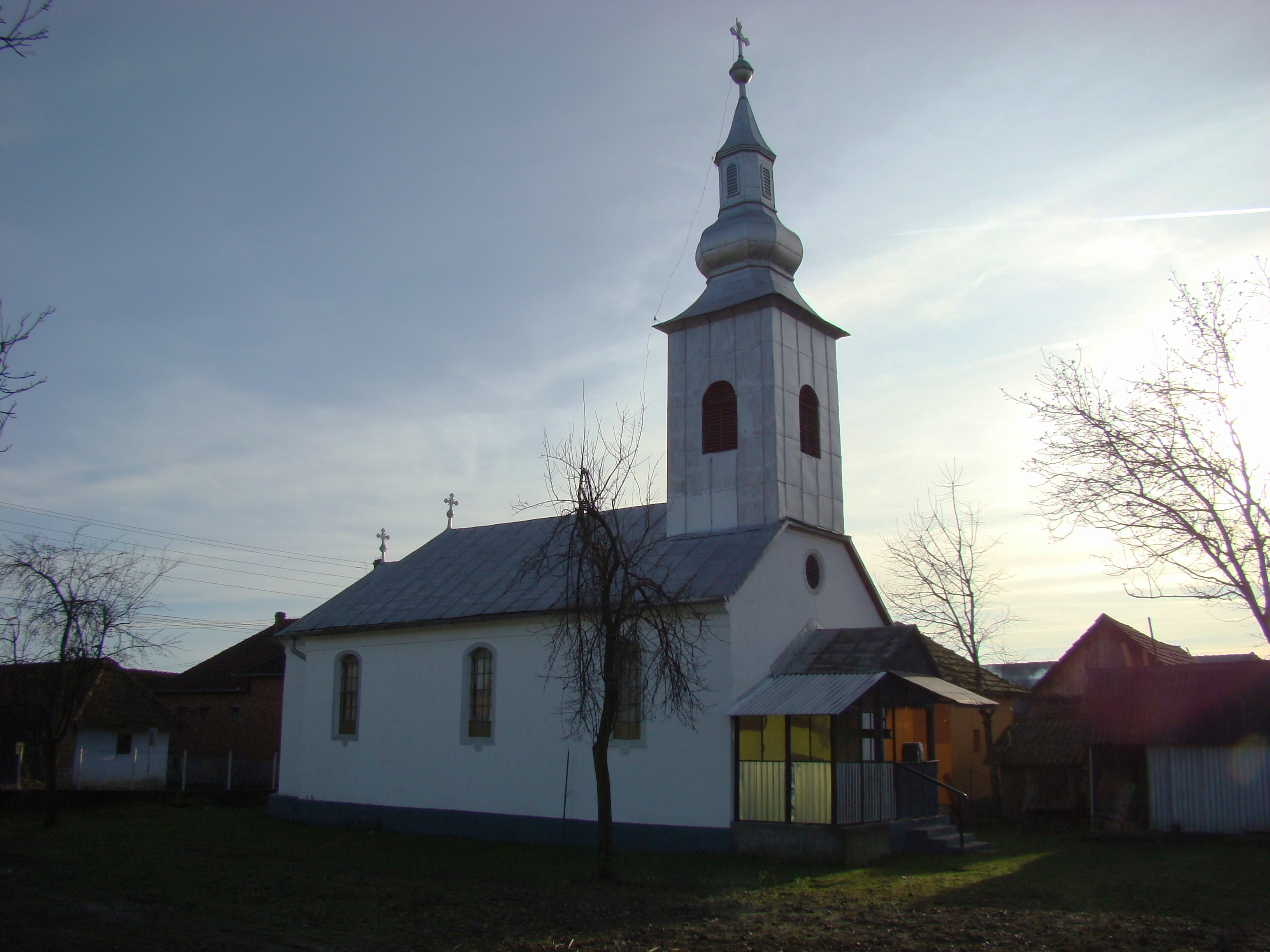
Biserica din Josani
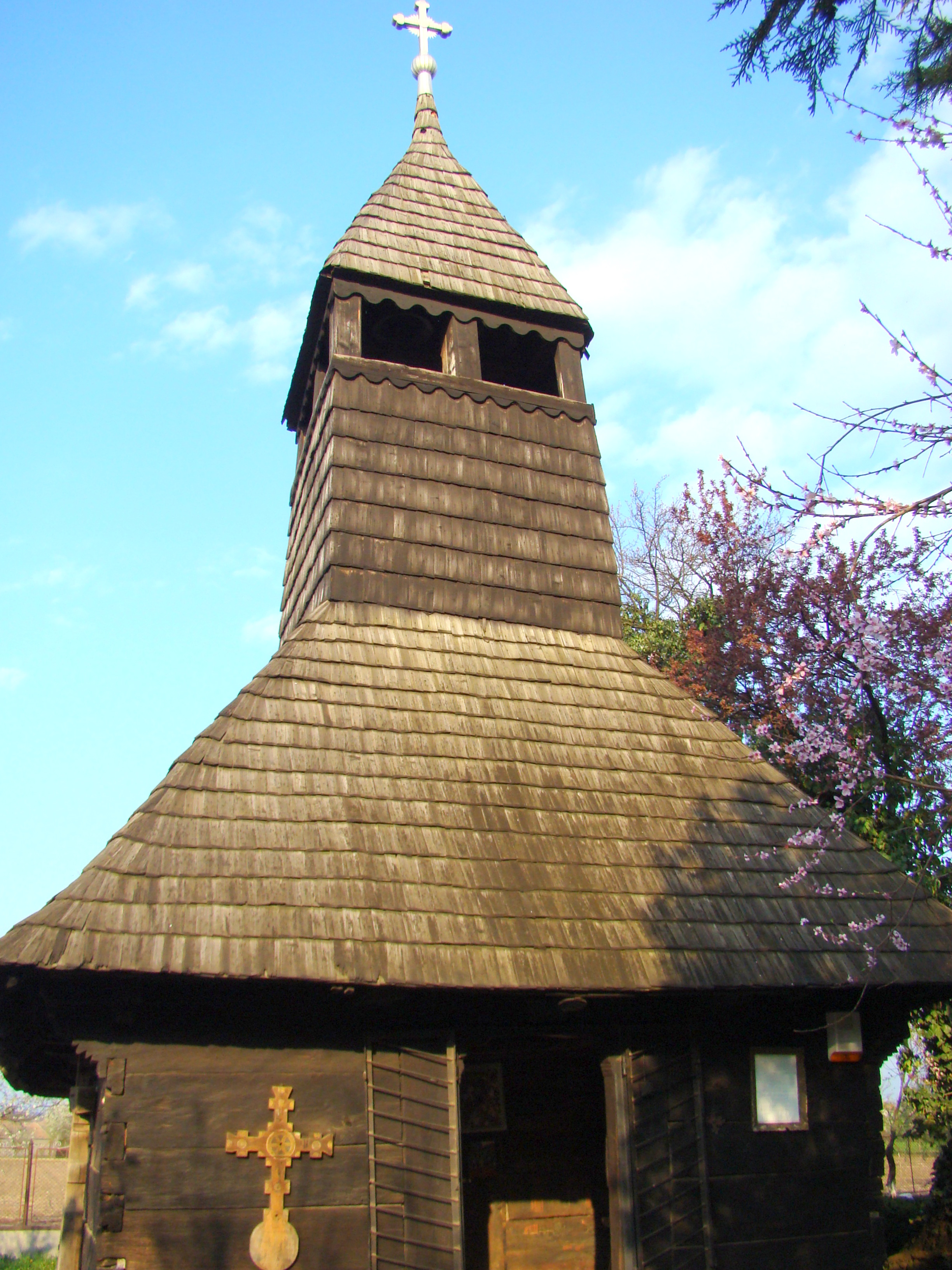
Biserica de lemn din satul Sohodol relocată la Tinca (monument istoric)